# Guillaume de Fezensac
Guillaume Garcès de Fezensac (mort vers 965) est un comte de Fezensac du Xe siècle, fils de Garcie Sanche, comte de Gascogne et de son épouse Amuna.
Son père meurt entre 920 et 926, et Guillaume et ses deux frères se partagèrent les terres paternelles. Sanche Garcie, l'aîné, eut le comté de Gascogne, Guillaume le Fézensac et Arnaud l'Astarac. En mai 926, Guillaume, comte de Fézensac, fait une donation de terre en faveur du chapitre de la cathédrale Sainte-Marie d'Auch. Une autre donation eut lieu en 955, celle du lieu et de l'église de Saint-Martin de Vendale en faveur des mêmes.
Il est mort aux alentours de 965, laissant d'une épouse, dont l'histoire n'a pas conservé le nom, trois fils qui se partagèrent ses domaines et une fille :
- Odon, comte de Fezensac ;
- Bernard, comte d'Armagnac ;
- Frédelon, seigneur de Gaure ;
- Gersende, mariée à Raymond II, comte de Ribagorce.